# San Carlos (ort i Chile)
San Carlos är en ort i Chile.   Den ligger i provinsen Provincia de Ñuble och regionen Región del Biobío, i den södra delen av landet, 300 km söder om huvudstaden Santiago de Chile. San Carlos ligger 186 meter över havet och antalet invånare är 31 517.
Terrängen runt San Carlos är platt, och sluttar brant västerut. Det finns inga andra samhällen i närheten.
Trakten runt San Carlos består till största delen av jordbruksmark. Runt San Carlos är det ganska tätbefolkat, med 124 invånare per kvadratkilometer.